# Lasioglossum pseudonigripes
Lasioglossum pseudonigripes is een vliesvleugelig insect uit de familie Halictidae. De wetenschappelijke naam van de soort is voor het eerst geldig gepubliceerd in 1934 door Blüthgen.